# ایکوما چیکاماسا
ایکوما چیکاماسا (به ژاپنی: 生駒 親正 Ikoma Chikamasa)؛ ( ۱۵۲۶ – ۱۶۰۳) یک دایمیو در دوره آزوچی-مومویاما در ژاپن بود.